# 奧茲 (肯塔基州麥克雷里縣)
奧茲（英語：Oz）是位於美國肯塔基州麥克雷里縣的一個非建制地區。

## 地理
奧茲所處的海拔為高於海平面242米（即794英呎），而該地所採用的時區為UTC-5，即北美東部時區（EST）。同時該地設有夏令時間，為UTC-5調快一小時，即UTC-4（EDT）。